# X PRIZE Foundation
X PRIZE Foundation – organizacja non-profit fundująca nagrody w celu stymulacji publicznego współzawodnictwa. Organizacja ogłosiła przyznanie nagród o różnych wysokościach za osiągnięcie wymaganych kryteriów w różnych dziedzinach nauki i techniki.

## Niektóre nagrody przyznane

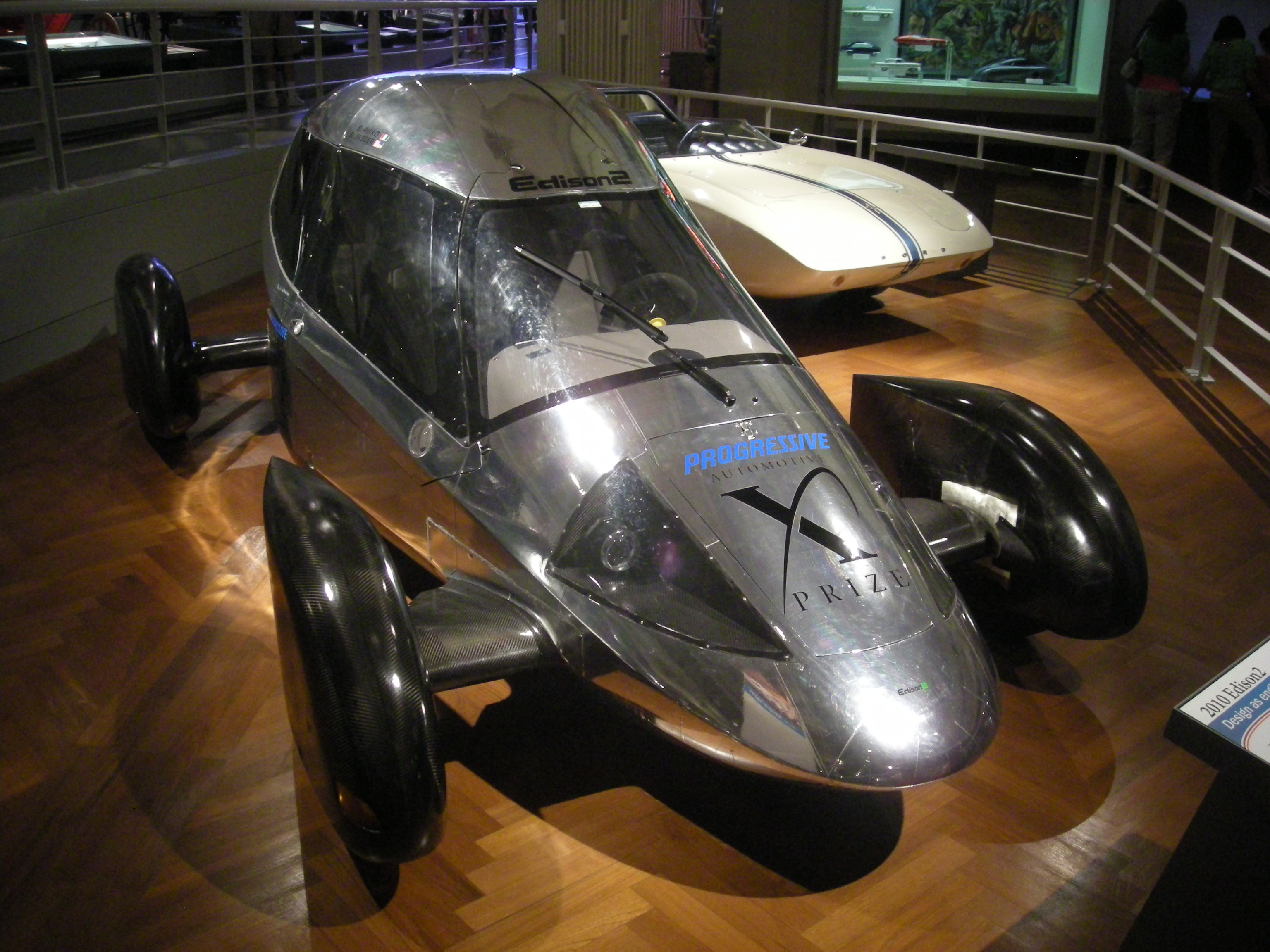
Very Light Car na wystawie w Henry Ford Museum w Dearborn

- Ansari X PRIZE – dla pierwszej organizacji pozarządowej, która dwukrotnie wystrzeli statek kosmiczny wielokrotnego użytku (mogący zabrać na pokład 3 osoby) na wysokość 100 km (granica przestrzeni kosmicznej według standardów Międzynarodowej Federacji Lotniczej). W dniach 29 września oraz 4 października 2004 roku samolot kosmiczny SpaceShipOne zbudowany przez firmę Scaled Composites odbył dwa załogowe loty w przestrzeń pozaziemską, co pozwoliło mu na otrzymanie nagrody w wysokości 10 mln dolarów amerykańskich (USD).
- Progressive Insurance Automotive X PRIZE – za skonstruowanie pojazdu zużywającego maksymalnie 2,35 l/100 km paliwa przy niskiej emisji CO2, który byłby jednocześnie atrakcyjny dla masowego odbiorcy. Pula nagród w trzech kategoriach wynosiła 10 mln dolarów amerykańskich. Pierwsze miejsce w kategorii Mainstream i nagrodę 5 milionów USD zdobyła ekipa Edison2 za 4-osobowy samochód Very Light Car. Nagrody po 2,5 miliona USD w kategoriach pojazdów alternatywnych zdobyły drużyny Li-Ion Motors i X-Tracer Switzerland.
- Wendy Schmidt Oil Cleanup X CHALLENGE – za rozwiązanie przyspieszające tempo usuwania ropy z powierzchni mórz i oceanów, ogłoszona 29 lipca 2010. Współzawodnictwo rozpoczęło się 1 sierpnia 2010. Wyniki ogłoszono 11 października 2011. Pierwsze miejsce i nagrodę w wysokości 1 miliona USD zdobyła drużyna Elastec/American Marine z konstrukcją przypominającą turbinę Tesli. Drugie miejsce i nagroda 300 000 USD przypadły drużynie NOFI. Żadnej innej drużynie nie udało się spełnić wszystkich wymagań konkursu, tak więc trzeciej nagrody nie przyznano.
- Google Lunar X PRIZE – ogłoszona w 2007 roku za zbudowanie pojazdu (łazika), który dotrze na Księżyc, przebędzie co najmniej 500 metrów po jego powierzchni oraz wyśle na Ziemię zebrane dane. Pula nagród końcowych wynosiła 30 mln dolarów amerykańskich, dodatkowo ponad 5 mln zostało przyznanych za postępy prac. Konkurs został zakończony na początku 2018 roku z powodu braku drużyny, która planowałaby wystrzelenie łazika przed upływem terminu. Z 30 drużyn, które przystąpiły do konkursu, 5 pozostawało w konkursie do samego końca i kontynuuje prace mimo jego przerwania.

## Konkursy częściowo rozstrzygnięte
- Tricorder X PRIZE – ogłoszona 10 maja 2011, sponsorowana przez Qualcomm, za stworzenie urządzenia mobilnego, które może diagnozować pacjentów równie dobrze jak zespół certyfikowanych lekarzy. Nazwa nagrody pochodzi od urządzenia wykorzystywanego w serialu Star Trek do natychmiastowej diagnozy chorób. Konkurs oficjalnie wystartował 10 stycznia 2012. Żaden zespół nie spełnił wszystkich wymagań, ale najlepsi wykonawcy otrzymali obniżone nagrody (2,6 miliona dolarów dla Final Frontier Medical Devices, 1 milion dolarów dla Dynamical Biomarkers i 100 000 dolarów dla Cloud DX). Po raz pierwszy w historii resztę środków przeznaczono na testy konsumenckie w celu wprowadzenia urządzenia na rynek oraz na dostosowanie urządzeń do użytku w szpitalach w krajach rozwijających się.

## Konkursy aktualnie trwające
- 2020 Feed the next billion XPRIZE – konkurs o wartości 15 mln USD, którego celem jest opracowanie autentycznych alternatyw dla piersi kurczaka lub filetów rybnych, wykonanych ze składników niepochodzących od zwierząt.
- 2021 Gigaton Scale Carbon Removal – konkurs na usuwanie dwutlenku węgla o wartości 100 milionów dolarów. Jego celem jest „inspirowanie i pomoc w skalowaniu wydajnych rozwiązań, aby wspólnie osiągnąć cel usuwania dwutlenku węgla o wartości 10 gigaton rocznie do 2050 r., aby pomóc w walce ze zmianą klimatu i przywrócić równowagę węglową Ziemi”.
- 2023 XPRIZE Healthspan – największa jak dotąd nagroda (101 mln USD) za interwencje medyczne ukierunkowane na biologię starzenia, które wykazują przywrócenie 10 lub więcej lat funkcji w punktach końcowych klinicznych mięśni, funkcji poznawczych i odpornościowych. Ogłoszenie zwycięzców planowane jest na koniec 2030 r.

## Konkursy anulowane
- Archon Genomics X PRIZE – ogłoszona 4 października 2006, miała zostać przyznana za zsekwencjonowanie 100 genomów HS w ciągu 10 dni, przy koszcie sekwencjonowania 10 tys. dolarów na genom. Wynosiła 10 mln dolarów amerykańskich. Projekt został anulowany. Technologia w dziedzinie genetyki postępuje szybciej niż założyli sponsorzy projektu. Jest to pierwszy przypadek anulowania projektu przez XPRIZE.